# 시구 (자이시)

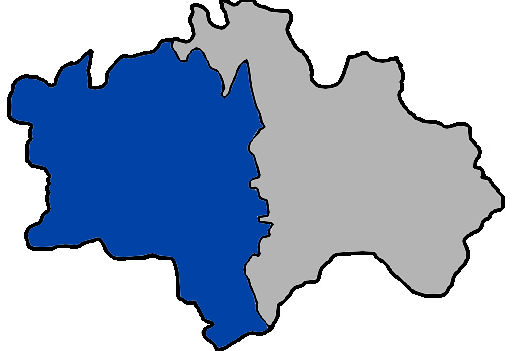
시 구의 위치

시구(한국어: 서구, 중국어: 西區, 병음: Xī Qū)는 중화민국 자이시의 시할구이다. 넓이는 30.9061km2이고, 인구는 2015년 8월 기준으로 147,563명이다.

## 지리
자이 시의 서쪽에 위치하고 북쪽으로 민슝 향, 서쪽으로 타이바오 시, 남쪽으로 수이상 향, 동남쪽으로 중푸 향과 접한다.

## 교통
- 타이완 철로관리국 종관선
- 아리산 삼림철로